# Schönebeck
Schönebeckⓘ (phát âm tiếng Đức: [ˈʃøːnəbɛk]) là một thị trấn thuộc huyện Salzland, bang Saxony-Anhalt, Đức.

## Thành phố kết nghĩa
Schönebeck kết nghĩa với:
- Jarosław Ba Lan (since 2007) [1]